# Vulpeni
Vulpeni é uma comuna romena localizada no distrito de Olt, na região de Oltênia. A comuna possui uma área de 46.00 km² e sua população era de 2636 habitantes segundo o censo de 2007.